# Карами, Джахангир
Джаханги́р Карами́ — профессор Международного факультета Тегеранского университета, доцент по международным отношениям в университете Тегерана, член Научного Совета Ирана и Евразийского исследовательского Центра (IRAS). Научный сотрудник программы российских и евразийских исследований. Эксперт МИД Ирана.

## Образование
Получил докторскую степень по международным отношениям в Тегеранском университете.

## Области научных интересов и общественная деятельность
Занимался исследованиями проблем модернизации России, военным сотрудничеством России и Ирана. По его мнению, успешная экономическая модернизация в России всегда сопровождалась резким усилением роли государства в жизни общества.
Желает, чтобы Иран вступил в Шанхайскую организацию сотрудничества на правах полноправного члена. С момента создания ШОС Иран, как подчеркивает Дж. Карами, считает, что организация является эффективным институтом, который отвечает условиям регионального и международного окружения. Эксперт не видит сегодня никаких серьёзных препятствий для полноправного членства Ирана в этой организации. Мало того, вхождение Ирана в ШОС эксперт называет «стратегическим императивом», ведь перед Тегераном откроются новые стратегические возможности и он выйдет из стратегической изоляции. ШОС обладает потенциалом серьезно изменить поведение и ограничить амбиции США на региональном, а также и трансрегиональном уровнях.
Считает, что Запад расширяет экспансию в Закавказье и Каспийском регионе в ущерб интересам России и Ирана. Иран, как считает Дж. Карами, с беспокойством глядит на имеющиеся проблемы, потому что «очень многие вопросы усилены вокруг Каспия», и Каспийское море сталкивается с новыми угрозами, которые усиливаются в новых условиях, особенно, терроризм, экстремизм, а также сепаратизм, которые «мы наблюдаем в недавних трансформациях, в частности, в Сирии», и «что выходит даже за границы Сирии».
Экспансионизм Запада в рамках НАТО и стратегия США на Ближнем Востоке также являются неким чувствительным вопросом для Каспийского моря, считает он. В данной связи эксперт отметил шаги, предпринимаемые на Ближнем Востоке с целью нарушения баланса сил посредством давления на Сирию, что может создать проблемы, по его мнению, для всех прикаспийских стран. По убеждению эксперта, фактически, то что случается на Ближнем Востоке в последние два года — это концентрация слишком многих стратегических процессов, которая потенциально может образовать огромное количество проблем для Закавказья и Каспийского субрегиона.

## Список публикаций
- Отношения между Ираном и Россией: новая эра сотрудничества, МИД Ирана, 2009
- Внешняя политика России, Министерство иностранных дел, 2005
- Российская модернизационная трагедия, Тегеранский университет, 2020[6]
- Русское общество и культура, Издательство Аль-Хода. 2014
- Советский Союз и Ирано-иракская война, Центр военных исследований и документации, 2012
- Российская военная доктрина, Университет им. Хусейна, 2011
- Политика безопасности России в отношении Запада, Центр изучения оборонной стратегии. 2004
- Совет Безопасности ООН и гуманитарное вмешательство, IPIS, 1996
- Военная доктрина США, Университет им. Хусейна, 2007
- Израильская военная доктрина, Институт исследований мышления, 2008
- Национальная безопасность в странах третьего мира, Университет им. Хусейна, 2007
- Автор более 100 статей на персидском, английском и русском языках по международным отношениям, внешней политике России и Центральной Азии[7][8]

## Занимаемые должности
- Заместитель руководителя факультета Мировых исследований Тегеранского университета
- Директор отделения российских исследований факультета Мировых исследований Тегеранского университета 2013—2018
- Член Совета директоров Иранской ассоциации политических наук, с ноября 2016—2019 гг.
- Член жюри Международного гуманитарного фестиваля Фараби, Министерство науки, исследований и технологий, 2017
- Член редакционной коллегии в журнале «Исследования Центральной Азии и Кавказа», «Исследования в области политологии, оборонной политики, международной политической экономики и Центрально-евразийских исследований».
- Главный редактор стратегических исследований в исламском мире, 2011—2013[9]
- Приглашенный профессор МГУ, 2009—2010

## Избранные статьи
- Русские в пух и прах разбили Эрдогана. www.centrasia.ru. Дата обращения: 4 апреля 2020. Архивировано 2 февраля 2016 года.
- Jahangir Karami: ‘Russia and Iran share a common approach to the conflict in Syria — to maintain the country’s territorial integrity and not let the terrorists come to power’ (англ.). www.iras.ir. Дата обращения: 4 апреля 2020. Архивировано 16 сентября 2019 года.
- Jahangir Karami: ‘Neither contemporary Iran nor post-Soviet Russia is similar to their past history’ (англ.). www.iras.ir. Дата обращения: 4 апреля 2020. Архивировано 20 марта 2020 года.
- Jahangir Karami: 'Ankara may be trying to exploit the Karabakh crisis to…challenge the Kremlin in Near Abroad' (англ.). www.iras.ir. Дата обращения: 4 апреля 2020. Архивировано 25 сентября 2020 года.